# Psylliodes kikuyuanus
Psylliodes kikuyuanus là một loài bọ cánh cứng trong họ Chrysomelidae. Loài này được Biondi miêu tả khoa học năm 1996.